# Stazione di London
La stazione di London (in inglese London Train Station) è la principale stazione ferroviaria di London, Canada.